# Pachycatantops longipennis
Pachycatantops longipennis är en insektsart som beskrevs av Baccetti 1985. Pachycatantops longipennis ingår i släktet Pachycatantops och familjen gräshoppor. Inga underarter finns listade i Catalogue of Life.